# Місто без автомобілів

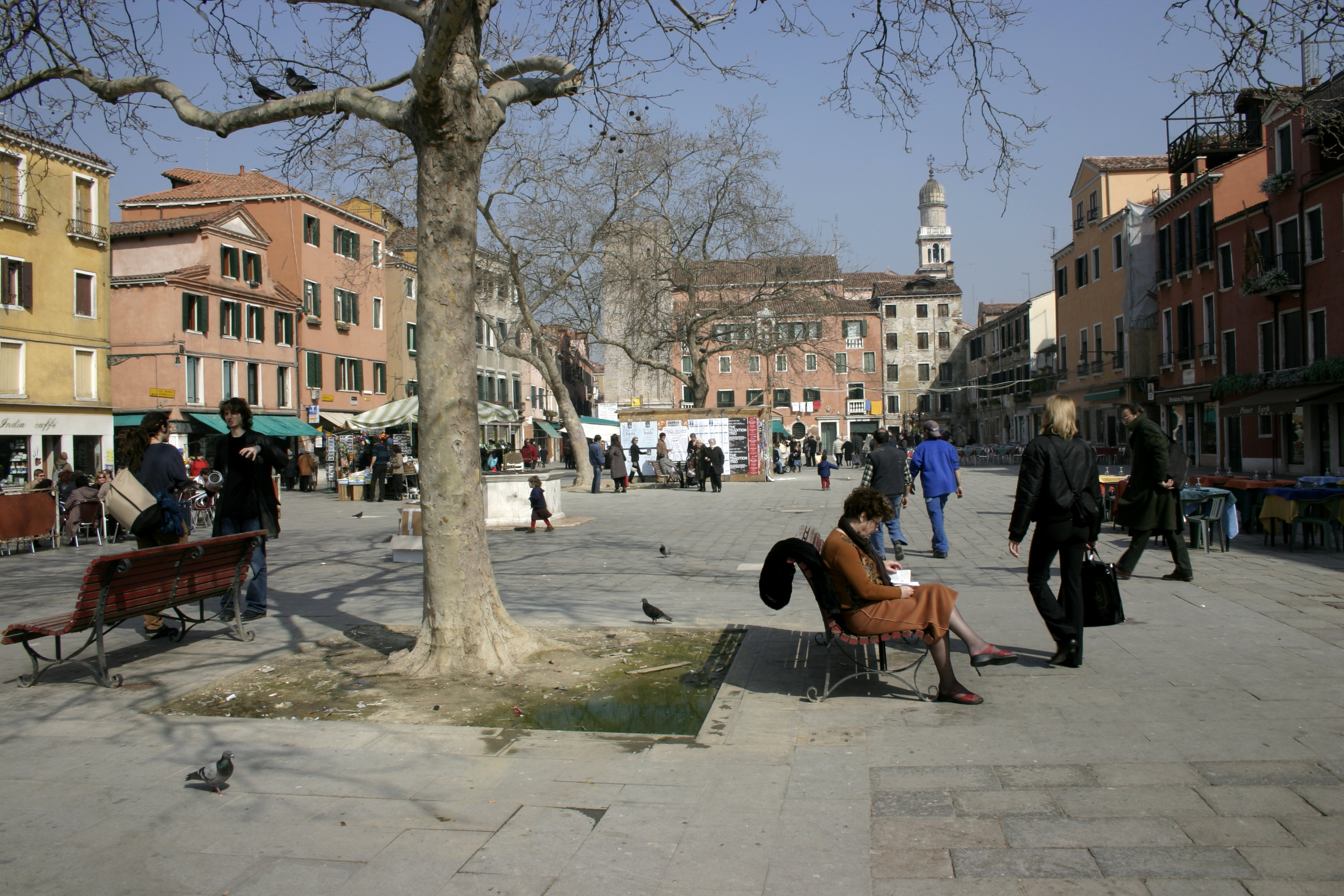
Венеція

Місто без автомобілів (англ.  carfree city) — це населений пункт, в межах якого люди пересуваються на громадському транспорті, ходять пішки або їздять на велосипедах, тобто не використовують автомобілі для пересування в межах міської території.

## Практична реалізація
У деяких містах є райони, в яких заборонено рух автомобілів, так звані CarFree-зони. 
Багато старих європейських міст розвивалися задовго до появи автомобіля, тому в історичних центрах деяких з них продовжують існувати Carfree-зони.
Місто Венеція (Італія) служить прикладом того, як сучасне місто може функціонувати без машин. Люди, які приїжджають до Венеції на автомобілях, залишають їх на спеціальних парковках за межами міста, а потім вирушають пішки або поїздом до міста. По Венеції так само можна подорожувати на моторних човнах.

## Наукове обгрунтування
У 2000 році вийшла книга CarFree Дж. Кроуфорда, в якій автор представив проект ідеального міста без автомобілів. Згідно з планом Кроуфорда основні потреби кожного жителя цього міста розташовані в п'яти хвилинах ходьби. І відстань між будь-якими двома точками в місті можна подолати на громадському транспорті не більше ніж за 35 хвилин.
Рух CarFree поєднує людей з усього світу, які виступають за позбавлення від автомобільної залежності. Вони виступають за використання громадського транспорту, альтернативних екологічних видів транспорту, велосипедів, самокатів і ходьби пішки.